# Brownlow House
Brownlow House (znany też jako Brownlow Castle oraz Lurgan Castle) – zabytkowy budynek klasy A (ang. Grade A listed building) wybudowany w 1833 roku, znajdujący się w mieście Lurgan, w hrabstwie Armagh, w Irlandii Północnej.

## Historia

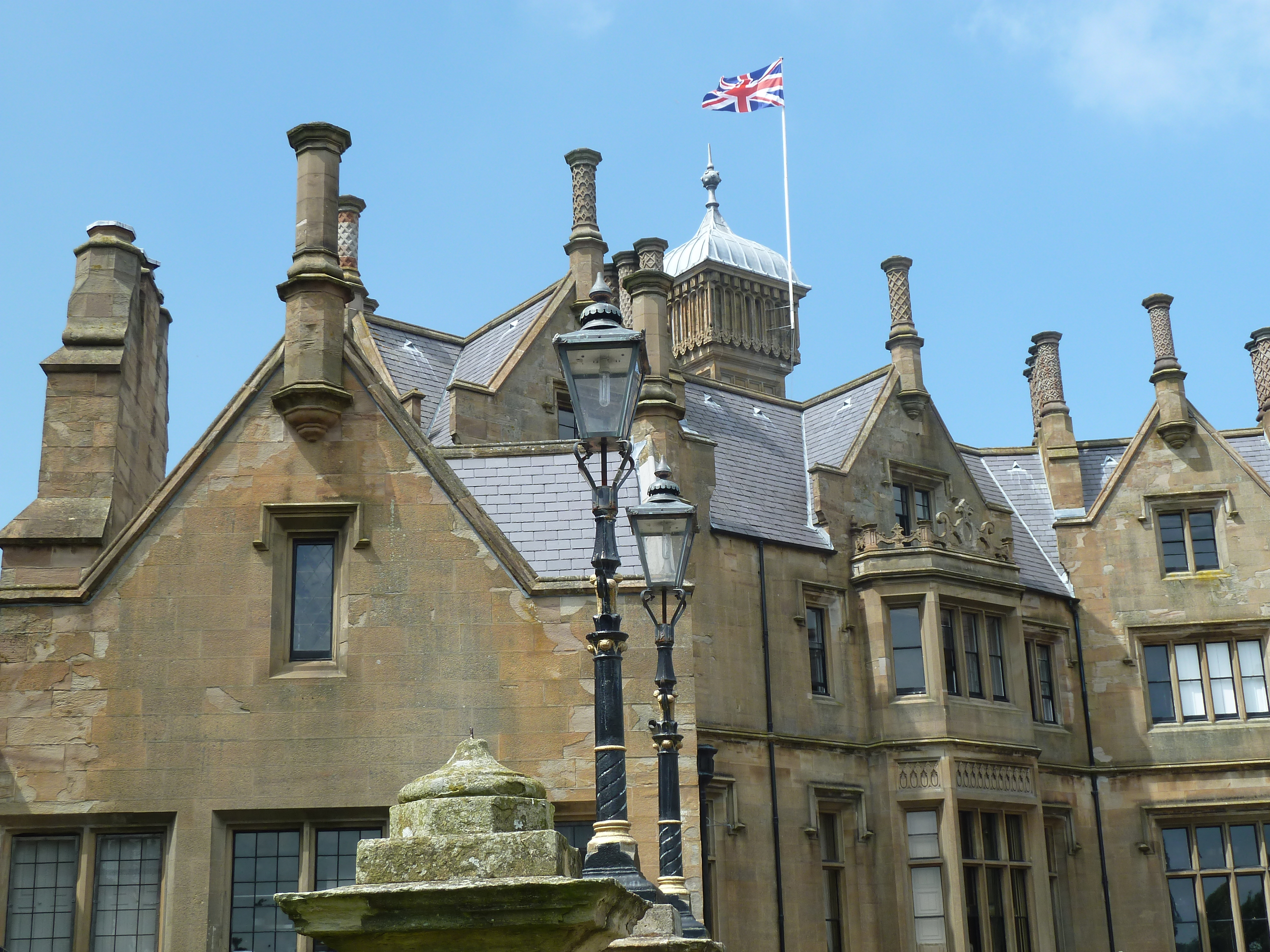
Charakterystyczne kominy na dachu rezydencji (2010)

Budynek został zaprojektowany w stylu elżbietańskim przez edynburskiego architekta, Williama Henry’ego Playfaira, który działał na zlecenie Charlesa Brownlowa, 1. barona Lurgan. Do przełomu XIX i XX wieku gmach był własnością rodziny Brownlow, po czym został sprzedany Lurgan Real Property Company Ltd, a następnie lokalnemu oddziałowi organizacji Orange Order (oranżyści), którego własnością pozostaje do dziś.
Podczas I wojny światowej w budynku stacjonował 10. Batalion Królewskich Fizylierów Irlandzkich (ang. 10th Battalion Royal Irish Fusiliers) oraz 16. Batalion Królewskich Strzelców Irlandzkich (ang. 16th Battalion Royal Irish Rifles), natomiast podczas II wojny światowej (w latach 1942–1945) Brownlow House gościł wojska brytyjskie i amerykańskie. Przebywać miał tu ponoć sam naczelny dowódca sił alianckich, Dwight D. Eisenhower.
W 2014 roku w rezydencji otwarto wystawę poświęconą jej roli podczas I wojny światowej. W otwarciu udział wzięła europarlamentarzystka Demokratycznej Partii Unionistycznej, Diane Dodds. W sierpniu roku następnego ekspozycję powiększono o pamiątki z czasów II wojny światowej. Za organizację wystawy odpowiedzialne było stowarzyszenie The Friends of Brownlow House przy wsparciu finansowym władz dystryktu Armagh City, Banbridge and Craigavon.
Oprócz muzeum w budynku działa również dom weselny, restauracja, herbaciarnia i hotel.

## Architektura

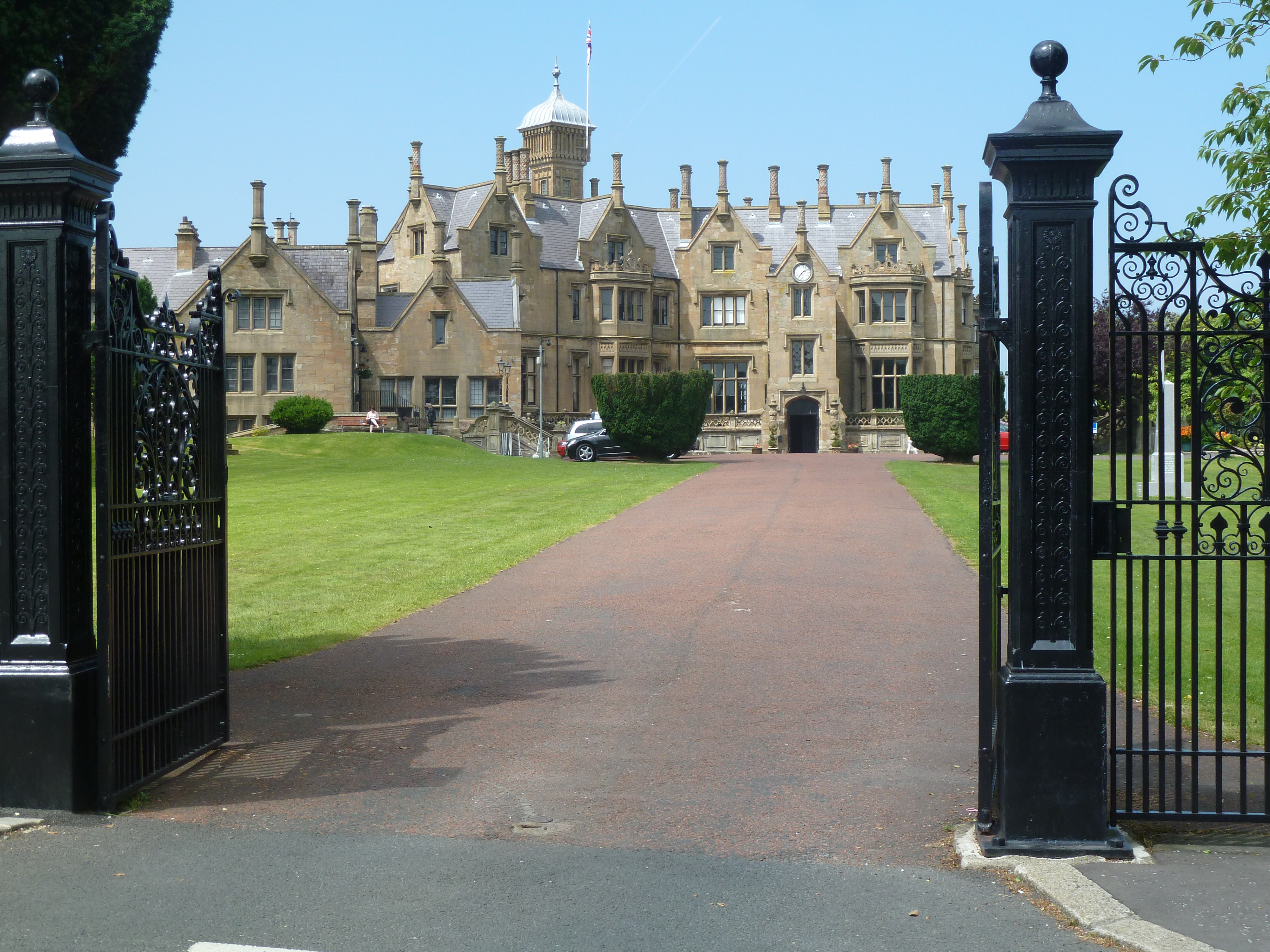
Brownlow House z bramą wjazdową (2010)

Budynek został wybudowany z piaskowca szkockiego, nieopodal stawu, w pewnym oddaleniu od zabudowań miasta. Jest charakterystycznym punktem orientacyjnym ze względu na swoją przypominającą latarnię wieżę oraz las wysokich, bogato zdobionych kominów, z których każdy jest nieco inny.
Rezydencja ma 365 pokoi, co jest nawiązaniem do liczby dni w roku. Dach zdobią 52 kominy, symbolizujące 52 tygodnie roku, 12 naroży budowli odpowiada 12 miesiącom, zaś 4 skrzydła odnoszą się do czterech pór roku. Budynek ma 7 wejść, co odpowiada 7 dniom tygodnia.
Prowadząca do Brownlow House brama wjazdowa również jest obiektem zabytkowym.